# Line Jahr
Line Jahr (* 16. Januar 1984 in Drammen) ist eine ehemalige norwegische Skispringerin.

## Werdegang
Jahr gewann 2002 bei den norwegischen Junioren-Meisterschaften in Hurdal auf der Großschanze Silber und Bronze auf der Normalschanze. 2003 erreichte sie in der Gesamtwertung des Ladies-Grand-Prix den fünften Platz. Seit dessen Einführung 2004/05 startet die Norwegerin im Continental Cup, der höchsten internationalen Sprungklasse der Frauen. In der Saison 2005/06 konnte sie beim Auftaktspringen der Ladies Sommer Tour 2005 in Bischofshofen erstmals ein Springen gewinnen, bis zum Ende ihrer Laufbahn erreichte Jahr in dieser Wettkampfserie 24 Podestplätze bei Einzelwettbewerben. In der Continental-Cup-Gesamtwertung konnte sie sich zwei Mal (2004/05 und 2005/06) auf Rang vier platzieren.
2004 gewann Jahr bei der im Rahmen der Junioren-Weltmeisterschaften in Stryn ausgetragenen, inoffiziellen Damenmeisterschaft mit dem Team Gold und erreichte im Einzel den fünften Platz. Ihre persönliche Bestweite stellte sie am 7. März 2004 mit 155 m auf dem Vikersundbakken auf. Bei den norwegischen Meisterschaften gewann sie im Winter fünfmal Silber und dreimal Bronze und sicherte sich im Sommer mehrere nationale Titel.
Line Jahr ist mit dem Skispringer Fredrik Bjerkeengen liiert. Sie lebt mit ihm in Lillehammer.
Bei der Olympiapremiere des Damenskispringens belegte sie Rang neun im Einzelwettbewerb. Ein Jahr später bei den Nordischen Skiweltmeisterschaften 2015 in Falun sicherte sie sich mit der Mixed-Staffel die Silbermedaille. Zudem erreichte sie in der Saison 2014/15 mit Gesamtrang 12 ihr bis dahin bestes Ergebnis im Gesamtweltcup.
Ende März 2017 beendete Line Jahr ihre Karriere.

## Erfolge

### Weltcup-Platzierungen
| Saison  | Platz | Punkte |
| ------- | ----- | ------ |
| 2011/12 | 14.   | 255    |
| 2012/13 | 13.   | 348    |
| 2013/14 | 14.   | 322    |
| 2014/15 | 12.   | 306    |
| 2015/16 | 29.   | 091    |

### Grand-Prix-Platzierungen
| Saison | Platz | Punkte |
| ------ | ----- | ------ |
| 2012   | 29.   | 022    |
| 2014   | 07.   | 086    |
| 2015   | 06.   | 184    |

### Continental-Cup-Siege im Einzel
| Nr. | Datum              | Ort           | Typ           |
| --- | ------------------ | ------------- | ------------- |
| 1.  | 7. August 2005     | Bischofshofen | Normalschanze |
| 2.  | 14. September 2008 | Lillehammer   | Normalschanze |
| 3.  | 22. August 2009    | Lillehammer   | Normalschanze |
| 4.  | 20. September 2015 | Oslo          | Normalschanze |

### Continental-Cup-Platzierungen
| Saison  | Platz | Punkte |
| ------- | ----- | ------ |
| 2004/05 | 04.   | 567    |
| 2005/06 | 04.   | 837    |
| 2006/07 | 07.   | 589    |
| 2007/08 | 25.   | 148    |
| 2008/09 | 09.   | 423    |
| 2009/10 | 07.   | 517    |
| 2010/11 | 20.   | 239    |
| 2011/12 | 46.   | 024    |
| 2013/14 | 09.   | 110    |
| 2014/15 | 12.   | 110    |

### Nationale Meisterschaften
| Norwegische Meisterschaften | Norwegische Meisterschaften | Norwegische Meisterschaften              | Norwegische Meisterschaften |
| --------------------------- | --------------------------- | ---------------------------------------- | --------------------------- |
| Bronze                      | 2003 Lillehammer            | Silber im Einzel Großschanze             |                             |
| Bronze                      | 2003 Lillehammer            | Bronze im Einzel Normalschanze           |                             |
| Silber                      | 2004 Bardu                  | Silber im Einzel Großschanze in Oslo     |                             |
| Bronze                      | 2004 Bardu                  | Bronze im Einzel Normalschanze           |                             |
| Silber                      | 2006 Kongsberg              | Silber im Einzel Großschanze in Oslo     |                             |
| Bronze                      | 2006 Kongsberg              | Bronze im Einzel Normalschanze in Heddal |                             |
| Silber                      | 2007 Molde                  | Silber im Einzel Normalschanze           |                             |
| Silber                      | 2008 Trondheim              | Silber im Einzel Großschanze             |                             |
| Silber                      | 2009 Vikersund              | Silber im Einzel Großschanze             |                             |

| Junioren-Weltmeisterschaft (inoffiziell) | Junioren-Weltmeisterschaft (inoffiziell) | Junioren-Weltmeisterschaft (inoffiziell) | Junioren-Weltmeisterschaft (inoffiziell) |
| ---------------------------------------- | ---------------------------------------- | ---------------------------------------- | ---------------------------------------- |
| Silber                                   | 2002 Stryn                               | Silber im Team                           |                                          |

| Norwegische Sommer-Meisterschaften | Norwegische Sommer-Meisterschaften | Norwegische Sommer-Meisterschaften | Norwegische Sommer-Meisterschaften |
| ---------------------------------- | ---------------------------------- | ---------------------------------- | ---------------------------------- |
| Gold                               | 2006 Marikollen                    | Gold im Einzel Normalschanze       |                                    |
| Gold                               | 2013 Oslo                          | Gold im Einzel Normalschanze       |                                    |